# Lygodactylus stevensoni
Lygodactylus stevensoni este o specie de șopârle din genul Lygodactylus, familia Gekkonidae, descrisă de John Hewitt în anul 1926. Conform Catalogue of Life specia Lygodactylus stevensoni nu are subspecii cunoscute.